# Moggridgea pseudocrudeni
Moggridgea pseudocrudeni är en spindelart som beskrevs av Hewitt 1919. Moggridgea pseudocrudeni ingår i släktet Moggridgea och familjen Migidae. Inga underarter finns listade i Catalogue of Life.